# ورزشگاه یادبود آموس آلونزو استگ

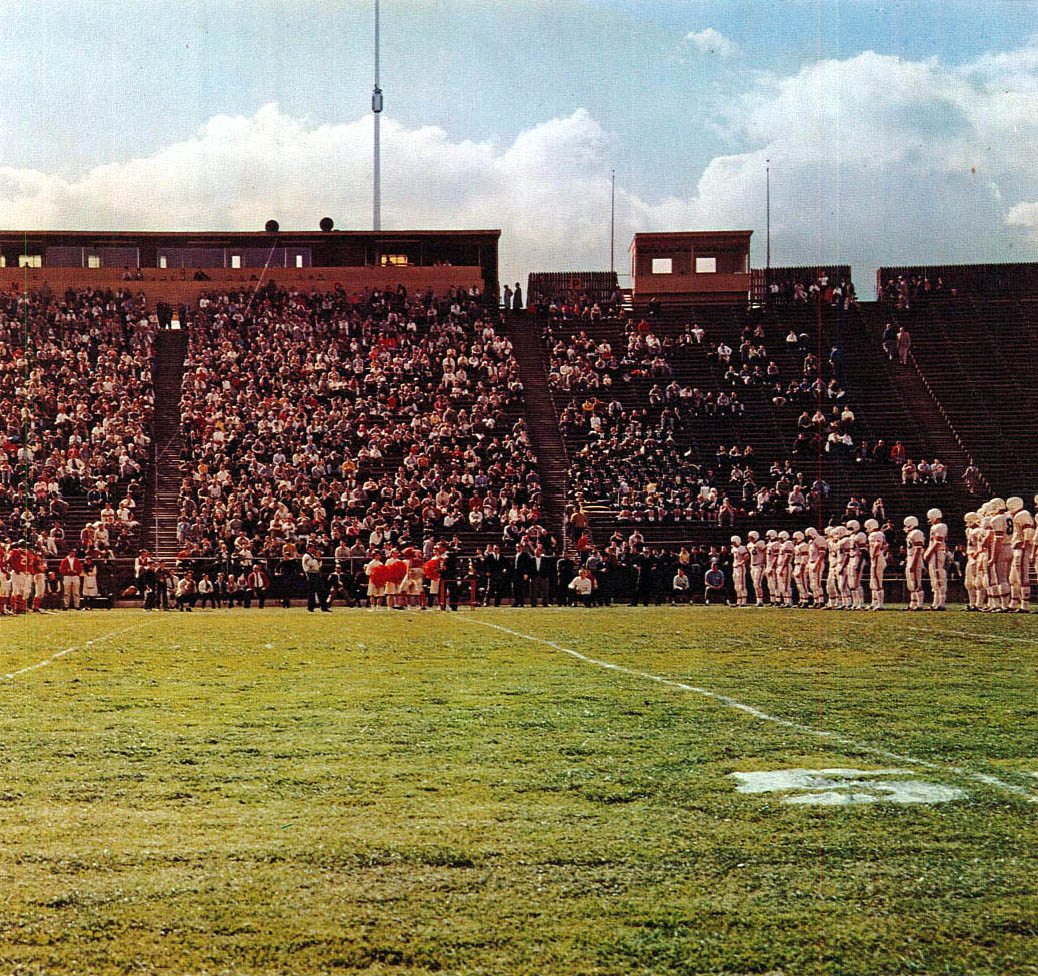
نمایی از ورزشگاه یادبود آموس آلونزو استگ

ورزشگاه یادبود آموس آلونزو استگ (به انگلیسی: Stagg Memorial Stadium) با ظرفیت ۲۸٬۰۰۰ نفر در شهر استاکتون ایالت کالیفرنیا واقع شده‌است. این ورزشگاه در تاریخ ۱۹۵۰ تأسیس شد و دارای زمین چمن می‌باشد.